# Olimpíada d'escacs de 1968
La XVIII Olimpíada d'escacs de 1968, organitzada per la FIDE i que incloïa un torneig obert per equips, així com altres esdeveniments designats per a promoure els escacs, va tenir lloc a Lugano (Suïssa) entre el 17 d'octubre i el 7 de novembre del 1968.
L'equip soviètic amb sis Grans Mestres, liderat pel campió del món Petrossian, va estar a l'altura de les expectatives i va guanyar la seva novena medalla d'or consecutiva, per davant de Iugoslàvia i Bulgària, plata i bronze respectivament.

## Resultats

### Preliminars
Un total de 53 equips varen competir i varen ser dividits en set grups preliminars de set o vuit equips a cada grup. Els dos millors equips de cada grup passaven a la Final A, els classificats en tercer i quart lloc a la Final B, els 5-6 a la Final C, i la resta a la Final D. Tots els torneigs preliminars i les finals varen ser jugats al sistema de tots contra tots. Els resultats de la fase preliminar varen ser els següents:
- Grup 1: 1. Unió Soviètica, 2. Filipines, 3. Anglaterra, 4. Israel, 5. Itàlia, 6. Portugal, 7. Mèxic, 8. Xipre.
- Grup 2: 1. Dinamarca, 2. Estats Units, 3. Mongòlia, 4. Àustria, 5. Austràlia, 6. Veneçuela, 7. França.
- Grup 3: 1. Iugoslàvia, 2. Polònia, 3. Espanya, 4. Escòcia, 5. Sud-àfrica, 6. Luxemburg, 7. República Dominicana.
- Grup 4: 1. Hongria, 2. Canadà, 3. Països Baixos, 4. Bèlgica, 5. Mònaco, 6. Irlanda, 7. Paraguai, 8. Costa Rica.
- Grup 5: 1. Alemanya Occidental, 2. Romania, 3. Suïssa, 4. Brasil, 5. Noruega, 6. Puerto Rico, 7. Hong Kong, 8. Líban.
- Grup 6: 1. Argentina, 2. Alemanya Oriental, 3. Finlàndia, 4. Suècia, 5. Grècia, 6. Marroc, 7. Illes Verges Britàniques.
- Grup 7: 1. Bulgària, 2. Txecoslovàquia, 3. Islàndia, 4. Cuba, 5. Tunísia, 6. Turquia, 7. Singapur, 8. Andorra.

### Final
| #  | País           | Jugadors                                                   | Punts | MP |
| -- | -------------- | ---------------------------------------------------------- | ----- | -- |
| 1  | Unió Soviètica | Petrosian, Spassky, Kortxnoi, Geller, Polugaevsky, Smyslov | 39½   |    |
| 2  | Iugoslàvia     | Gligorić, Ivkov, Matanović, Matulović, Parma, Čirić        | 31    |    |
| 3  | Bulgaria       | Bobotsov, Tringov, Padevsky, Kolarov, Radulov, Peev        | 30    |    |
| 4  | Estats Units   | Reshevsky, Evans, Benko, R. Byrne, Lombardy, D. Byrne      | 29½   |    |
| 5  | RFA            | Unzicker, Schmid, Darga, Pfleger, Hübner, Hecht            | 29    |    |
| 6  | Hongria        | Portisch, Szabó, Bilek, Lengyel, Barcza, Csom              | 27½   |    |
| 7  | Argentina      | Najdorf, Panno, Sanguineti, Rossetto, Rubinetti, García    | 26    | 15 |
| 8  | Romania        | Gheorghiu, Ciocâltea, Ghiţescu, Drimer, Soós, Ungureanu    | 26    | 14 |
| 9  | Txecoslovàquia | Hort, Filip, Smejkal, Jansa, Augustin, Janata              | 24½   | 12 |
| 10 | RDA            | Uhlmann, Pietzsch, Zinn, Malich, Liebert, Hennings         | 24½   | 11 |
| 11 | Polònia        | Kostro, Bednarski, Doda, Schmidt, Adamski, Grąbczewski     | 23    |    |
| 12 | Dinamarca      | Larsen, Brinck-Claussen, Hamann, Holm, Petersen, Nørby     | 21    |    |
| 13 | Canadà         | Yanofsky, Suttles, Macskasy, Allan, Day, Schulman          | 19    |    |
| 14 | Filipines      | Reyes, Balinas, De Castro, Naranja, Bandal, Rodríguez      | 13½   |    |
| #  | País          | Punts | MP |
| -- | ------------- | ----- | -- |
| 15 | Països Baixos | 33½   |    |
| 16 | Anglaterra    | 33    |    |
| 17 | Àustria       | 30½   |    |
| 18 | Israel        | 30    |    |
| 19 | Espanya       | 28½   |    |
| 20 | Cuba          | 27    | 14 |
| 21 | Suïssa        | 27    | 12 |
| 22 | Islàndia      | 26    |    |
| 23 | Finlàndia     | 24½   |    |
| 24 | Suècia        | 22½   |    |
| 25 | Brazil        | 21½   |    |
| 26 | Bèlgica       | 20½   |    |
| 27 | Mongolia      | 20    |    |
| 28 | Escòcia       | 19½   |    |
| #  | País        | Punts | MP |
| -- | ----------- | ----- | -- |
| 29 | Austràlia   | 38    |    |
| 30 | Noruega     | 36    |    |
| 31 | Itàlia      | 31½   |    |
| 32 | Venezuela   | 30    |    |
| 33 | Turquia     | 29½   |    |
| 34 | Greece      | 28½   |    |
| 35 | Portugal    | 27½   | 16 |
| 36 | RSA         | 27½   | 14 |
| 37 | Tunisia     | 26    |    |
| 38 | Irlanda     | 21    |    |
| 39 | Luxemburg   | 20½   |    |
| 40 | Puerto Rico | 19½   |    |
| 41 | Marroc      | 16    |    |
| 42 | Mònaco      | 12½   |    |
| #  | País                     | Punts | MP |
| -- | ------------------------ | ----- | -- |
| 43 | Singapur                 | 32    |    |
| 44 | França                   | 30    |    |
| 45 | Paraguay                 | 27½   |    |
| 46 | Mèxic                    | 23½   | 13 |
| 47 | República Dominicana     | 23½   | 12 |
| 48 | HKG                      | 22½   |    |
| 49 | Costa Rica               | 14½   |    |
| 50 | Líban                    | 13½   |    |
| 51 | Xipre                    | 13    |    |
| 52 | Illes Verges Britàniques | 11    |    |
| 53 | Andorra                  | 9     |    |

### Medalles individuals
- Tauler 1:  Tigran Petrossian 10½ / 12 = 87,5%
- Tauler 2:  Bulgària Georgi Tringov 11 / 14 = 78,6%
- Tauler 3:  Víktor Kortxnoi 11 / 13 = 84,6%
- Tauler 4:  Shimon Kagan 10½ / 13 = 80,8%
- Primer suplent:  Glicerio Badilles 11½ / 14 = 82,1%
- Segon suplent:  Vassili Smislov 11 / 12 = 91,7%